# Selago goetzei
Selago goetzei är en flenörtsväxtart. Selago goetzei ingår i släktet Selago och familjen flenörtsväxter.

## Underarter
Arten delas in i följande underarter:
- S. g. ambigua
- S. g. goetzei